# 鴻海精密工業
鴻海精密工業（ホンハイせいみつこうぎょう、中国語: 鴻海精密工業股份有限公司、英語: Hon Hai Precision Industry Co., Ltd.、TWSE: 2317、通称: フォックスコン）は、中華民国のEMS（電子機器受託生産）企業である。フォックスコングループ（鴻海科技集団）の中核企業であり、そのグループ名でも活動している。EMS企業の世界最大手である。群創光電やシャープなどを所有する。

## 概説
2001年に、収益額はTSMCを抜いて中華民国の民間企業の中で最大となり、2005年には台湾中油を抜いて中華民国一の企業となり、現在までその地位を保っている。2014年12月期の連結売上高は4兆2131億台湾ドル（約15兆1700億円）。
鴻海が出資する堺市の堺ディスプレイプロダクトを黒字化した実績がある。

## 沿革
- 1974年（民国63年） - 「鴻海プラスチック工業」として設立。資本金30万台湾元。白黒テレビの「つまみ」の部分の製造を開始する。
- 1975年（民国64年） - 「鴻海工業」に商号を変更。テレビの「つまみ」以外にも様々な家電製品のプラスチック部品も製造するようになる。
- 1981年（民国70年） - パソコンの基板のコネクタ部分の製造を開始する。
- 1982年（民国71年） - 「鴻海精密工業」に商号を変更。パソコンの電線やケーブルなどの製造を開始する。
- 1985年（民国74年） - アメリカ支社を設立。「FOXCONN」ブランドで展開を行う。
- 1988年（民国77年） - 中国本土支社を設立。「富士康」ブランドで展開を行う。
- 1991年（民国80年） - 台湾証券取引所に上場。資本金8億300万台湾元。
- 1990年代にはパソコンブームによって会社の規模は急拡大。この頃より鴻海はコネクタ以外にも様々なパソコンの部品を製造するようになり、液晶パネルやマザーボードなどパソコンの主要なパーツの製造もおこなうようになる。
- 2000年代にはM&Aによって企業集団の規模はさらに拡大。EMS産業の拡大によって鴻海の利益もさらに拡大。
- 2002年（民国91年） - 中華徴信所の評価で、中華民国の製造業トップとなる。
- 2004年（民国93年） - 売上高でEMS企業としては世界トップとなる。
- 2005年（民国94年） - 中華民国の経済誌「天下雑誌」の評価で、中華民国の全ての会社の中でトップとなる。
- 2007年（民国96年） - アメリカの経済誌「フォーチュン」の「フォーチュン・グローバル500」で、第154位の会社となる。
- 2011年（民国100年） - 「フォーチュン」の「フォーチュン・グローバル500」で第60位となる。
- 2016年（民国105年） - シャープを買収。
- 2018年（民国107年） - 「フォーチュン」の「フォーチュン・グローバル500」で第24位となる。
- 2019年 - 創業者の郭台銘が会長を退任、後任に劉揚偉が就任した[5]。
- 2022年10月 -　裕隆汽車と共同開発したEVを「ラクスジェン N7」の名で発表。生産は鴻海が行う。
- 2022年11月3日 - サウジアラビアの政府系ファンド、パブリック・インベストメント・ファンドと合弁会社を設立し、サウジアラビアで電気自動車を生産する計画を発表した[6]。 合弁会社は初の国産ブランドCeerを立ち上げる。BMWから技術提供も受ける予定。
- 2023年1月2日 - 子会社の鴻騰精密科技がドイツの自動車部品製造、PRETTL SWHを買収[7]。

## シャープの買収
2016年2月4日、経営再建中のシャープを7000億円超の規模で支援する意向を示し、シャープは同日開いた取締役会で鴻海案を協議した。シャープはもともと官民ファンドである産業革新機構からの出資を受け入れる方針だったが、対抗策として支援額を上積みした鴻海案の採用に判断が傾いたと報じられている。翌2月5日には、シャープは鴻海との合意書を締結したと発表した。契約条件について協議を継続することや、鴻海が示した支援策の有効期限を同月末まで延長する内容である。
鴻海の今回のシャープ買収の理由については、ここ数年鴻海の成長の鈍化がある。2015年12月期の連結売上高（速報値）は前の期比6パーセントである4兆4830億台湾ドルであり、目標の10パーセントに届かなかった。鴻海を率いる郭台銘董事長は「今後は（現在の2倍超の）売上高10兆台湾ドルを目指す」としており、シャープをその成長エンジンにしたい考えという。
過去には2012年に鴻海がシャープに10%出資する案で合意したものの、その後の株価変動などの理由により中止、翌2013年には高橋興三が社長に就任し銀行からの支援を受けたものの立て直しができなかった。シャープが再建に鴻海案に傾いた理由としては、産業革新機構案が成長性の期待できない液晶事業を分社化し、社長を含む3首脳を退陣させる方針であるのに対し、鴻海案が現経営陣の継続と液晶事業、雇用の維持を約束するものである上に、最大で3500億円の産業革新機構の支援に対し鴻海案が7000億円の支援であったことで、社外取締役の一部が革新機構案を選んだ場合に、株主に合理的な説明ができないことなどが指摘していたことが挙げられる。
2016年3月30日、 鴻海は取締役会を開き、シャープ買収を決議した。鴻海グループでシャープの3888億円の第三者割当増資を引き受け、議決権の66％を握る筆頭株主となる。シャープの業績悪化や将来負債となる恐れのある偶発債務を踏まえ、出資を当初予定の4890億円から1000億円程度減らした。鴻海とシャープで発表されたその他の概要は以下のとおりである。有機液晶パネルへの2000億円の投資は維持する。成長への投資総額は3580億円（当初案4170億円）。太陽電池事業の再編を示唆した。買収が破談になれば、鴻海がシャープの液晶事業を買い取れる権利を有する。鴻海はシャープの取締役9人のうち6人以下または総数の3分の2以下を指名する。
シャープもまた、同日開いた臨時取締役会で出資の減額などを受け入れた。